# Брайнігерберг
Брайнігерберг (нім. Breinigerberg) — населений пункт в Німеччині, одна з 17 муніципальних одиниць Штольберга, район Ахен, земля Північний Рейн — Вестфалія. Населення — 971 осіб станом на 31 грудня 2005.
Навколо Брайнігерберга розташовані кілька заповідників, в тому числі частина природного парку «Північний Айфель» (Nordeifel), а також «Зміїна гора» (Schlangenberg).